# Parentia october
Parentia october är en tvåvingeart som beskrevs av Daniel J. Bickel 2002. Parentia october ingår i släktet Parentia och familjen styltflugor.
Artens utbredningsområde är Nya Kaledonien. Inga underarter finns listade i Catalogue of Life.